# Аватар: Пут воде
Аватар: Пут воде (енгл. Avatar: The Way of Water) је амерички епски научнофантастични филм из 2022. године, редитеља Џејмса Камерона, који представља наставак филма Аватар (2009). У главним улогама су Сем Вортингтон, Зои Салдана, Стивен Ланг, Ђовани Рибизи, Џоел Дејвид Мур, Дилип Рао, Си-Си-Ејч Паундер и Мет Џералд који репризирају своје улоге из првог филма, док се Сигорни Вивер враћа у другачијој улози. Нови чланови глумачке екипе су Кејт Винслет, Клиф Кертис, Иди Фалко и Џемејн Клемент. Филм прати плавопутог на’ви хуманоида Џејка Салија док он и његова породица на Пандори, суочени са новом претњом људи, траже уточиште код воденог племена Меткајина.
Камерон, који је 2006. изјавио да ће снимити наставке Аватара ако филм буде успешан, најавио је 2010. два наставка, где је Аватар 2 заказан за 2014. годину. Међутим, накнадно додавање још два наставка и неопходног развијања нове технологије због подводног снимања, подвига који никад раније није постигнут у снимању покрета, довело је до значајног одлагања како би се екипи омогућило више времена за рад на писању, пре-продукцији и визуелним ефектима. Снимање је почело августа 2017. на Менхетн Бичу, у Калифорнији, док је у исто време сниман наставак Аватар: Ватра и пепео на Новом Зеланду. Графичко снимање је завршено новембра 2018. године. Са процењеним буџетом између 350 и 460 милиона долара, један је од најскупљих филмова икада снимљених.
Филм је премијерно приказан 6. децембра 2022. у Лондону, док је у америчким биоскопима изашао 16. децембра исте године. Добио је позитивне рецензије критичара, који су нарочито похвалили револуционарне визуелне ефекте, техничку амбицију, Камеронову режију, фотографију и музику, али су неки критиковали причу и дијалоге. Остварио је значајан финансијски успех, оборивши многе рекорде и зарадивши преко 2,3 милијарде долара широм света, чиме је постао најуспешнији филм по заради из 2022. године и трећи најуспешнији филм свих времена. Национални одбор за рецензију филмова и Амерички филмски институт су га прогласили једним од десет најбољих филмова 2022. године. Међу бројним наградама, филм је освојио Оскара за најбоље визуелне ефекте, а био је номинован и за најбољи филм. Наставак, Аватар: Ватра и пепео, биће премијерно приказан 2025. године.

## Радња
Шеснаест година након што су нави одбили инвазију RDA на Пандору, Џејк Сали живи као поглавица племена Оматикаја и подиже породицу са Нејтири, која укључује синове Нетејама и Ло'ака, ћерку Тук, као и усвојену децу Кири (рођену од инертног аватара Грејс Огустин) и Спајдера, људског сина покојног пуковника Мајлса Кворича рођеног на Пандори. На запрепаштење на’вија, RDA предвођена њиховом новом лидерком Френсис Ардмор враћа се да колонизује Пандору пошто Земља умире. Међу новопридошлима су рекомбинанти, на’ви аватари са усађеним сећањима преминулих људских војника. Кворичов рекомбинант је њихов вођа.
Годину дана касније, Џејк води герилску кампању против RDA. Током мисије против побуњеника, Кворич и његови војници заробљавају Џејкову децу. Џејк и Нејтири стижу и ослобађају их, убивши неколико Кворичових војника, али он заробљава Спајдера кога препознаје као свог сина. Пошто RDA не успе да добије информације од Спајдера, Кворич одлучује да проведе време са својим сином како би га привукао на своју страну. Заузврат, Спајдер подучава Кворича о на’ви култури и језику.
Свесни опасности коју представља Спајдерово откривање његовог боравишта, Џејк и његова породица напуштају Оматикаје и повлаче се на Пандорину источну обалу где им клан Меткајина пружа уточиште. Тамо породица учи путеве људи са гребена, Кири развија духовну везу са морем, а Ло'ак се спријатељи са Тсирејом, ћерком поглавице Тоноварија и његове жене Ронал.
Након што је одбранио Кири од Тоноваријевог сина Онунга, Ло'ак се извињава на Џејково инсистирање. Онунг и његови пријатељи тада намаме Ло'ака да оде на територију морских предатора и остављају га на цедилу. Ло'ак од предатора спашава Пајакан, тулкан — интелигентна и пацифистичка врста налик киту коју Меткајини сматрају својом духовном браћом — и спријатељава се са њим. По повратку, Ло'ак задобија Онунгово пријатељство преузимајући кривицу за ово путовање, али му је речено да је Пајакан изопштеник међу тулканима.
Касније, Кири се повезује са подводним Дрветом духова и духовно „среће” своју биолошку мајку Грејс чија свест живи унутар Пандоре. Током транса коју је изазвала ова веза, Кири доживљава епилептички напад и пада у несвест, скоро се удавивши.
Џејк позива Норма Спелмана и Макса Патела у помоћ у коришћењу њихове медицинске опреме, где дијагностикују Кири епилепсију и упозоравају да не сме поново да се повеже са Дрветом духова, јер би то могло да је убије. Иако Ронал спасава Кири, Кворич прати Нормове и Максове летелице до архипелага где живе Меткајини. Доводећи са собом Спајдера, Кворич удружује снаге са поморцима RDA, које предводи капетан Мик Скорзби, и заповеда бродом за лов на китове који лови тулкане да би из њих извукао серум против старења познат као амрита.
Кворичов одред напада архипелаг, безуспешно испитујући племена о Џејковој локацији. Кворич тада наређује китоловцима да убију тулкане у близини села како би извукли Џејка. Ло'ак се ментално повезује са Пајаканом и сазнаје да је изопштен јер је успротивио пацифистичким начинима своје врсте и напао китоловце који су убили његову мајку, узрокујући многе смрти.
Када Меткајини сазна за убиства тулкана, Ло'ак одјури да упозори Пајакана, праћен својом браћом, сестрама и пријатељима. Откривају да китоловци лове Пајакана, а Кворич заробљава Ло'ака, Тсиреју и Тук. Џејк, Нејтири и Меткајини крећу да се суоче са људима и спасу децу. Кворич приморава Џејка да се преда, али Пајакан напада китоловце, покрећући борбу између Меткајина и људи. Спајдер оштећује брод и Нетејам спашава Ло'ака, Тсиреју и њега, али га један од Кворичевих људи смртно рани. Схрвани, Џејк и Нејтири се враћају да спасу своју преосталу децу која су поново заробљена. Џејк се суочава са Кворичем, који користи Кири као таоца. Када Нејтири уради исто са Спајдером, Кворич у почетку пориче њихову повезаност, али одустаје када Нејтири посече Спајдера преко груди.
Џејк, Кворич, Нејтири и Тук завршавају заробљени унутар брода који тоне. После напетог окршаја, Џејк дави Кворича и спасавају га Ло'ак и Пајакан, док Кири проналази Нејтири и Тук. Спајдер спасава Кворича, али одбија да пође са њим и поново се придружује Џејковој породици, која га дочекује као правог сина.
После Нетејамове сахране, Џејк обавештава Тоноварија о својој одлуци да напусти Меткајине. Ипак, поглавица с поштовањем проглашава Џејка делом племена и позива њега и његову породицу да остану. Пре него што обећају да ће наставити своју борбу против RDA, Џејк и његова породица прихватају и живе свој нови живот на мору.

## Улоге
| Глумац            | Улога                  |
| ----------------- | ---------------------- |
| Сем Вортингтон    | Џејк Сали              |
| Зои Салдана       | Нејтири                |
| Сигорни Вивер     | Кири др Грејс Огустин  |
| Стивен Ланг       | пуковник Мајлс Кворич  |
| Кејт Винслет      | Ронал                  |
| Клиф Кертис       | Тоновари               |
| Џоел Дејвид Мур   | др Норм Спелман        |
| Си-Си-Ејч Паундер | Мо'ат                  |
| Иди Фалко         | генерал Френсис Ардмор |
| Брендан Кауел     | Мик Скорзби            |
| Џемејн Клемент    | др Ијан Гарвин         |
| Џејми Флатерс     | Нетејам Сали           |
| Британ Далтон     | Ло'ак Сали             |
| Тринити Блис      | Тук Сали               |
| Џек Чемпион       | Мајлс „Спајдер” Сокоро |
| Бејли Бас         | Тсиреја                |
| Ђовани Рибизи     | Паркер Селфриџ         |
| Дилип Рао         | др Макс Пател          |
| Мет Џералд        | Лајл Вајнфлит          |

## Теме и анализа
Породица је централни концепт представљен у филму Аватар: Пут воде. Критичар Брajан Талерико напомиње да неке од тема у филму одражавају теме из ранијих остварења које је режирао Камерон, међу којима су Титаник (1997), Осми путник 2 (1986), Амбис (1989), Терминатор (1984) и Терминатор 2: Судњи дан (1991). На пример, филм поставља питање да ли треба бежати и скривати се од моћног непријатеља, или се борити против њиховог зла, слично као филмови из серијала Терминатор. Филм такође позива на теме заштите животне средине и колонијализма насељеника. Упоређујући теме наставака са оригиналом, Камерон је рекао: „Биће то природан наставак свих тема, ликова и духовних подлога. У основи, ако сте волели први филм, заволећете и ове филмове, а ако сте га мрзели, вероватно ћете мрзети и ове. Ако сте га волели у почетку, а касније рекли да га мрзите, вероватно ћете заволети ове.”

## Музика
Првобитно је најављено да ће композитор Аватара, Џејмс Хорнер, написати музику за целу франшизу, пре него што је погинуо у авионској несрећи у јуну 2015. године. У децембру 2019, Сајмон Френглен, који је раније сарађивао са Камероном и Хорнером као музички продуцент и аранжер још од Титаника (1997), а који је радио и на Аватару (између осталог комплетирајући Хорнерову партитуру за филм Седморица величанствених из 2016. након његове смрти), најављен је као композитор наставка. Продуцент Џон Ландау потврдио је његово учешће у пројекту у августу 2021, као и то да ће радити на предстојећим наставцима Аватара. Хорнерова партитура је поново коришћена у овом филму, поред оригиналних тема које је осмислио Френглен. Снимање музике за филм Аватар: Пут воде званично је почело 29. јула 2022. године. Саундтрек албум објављен је 16. децембра 2022. у издању Hollywood Records-а. Проширени албум са филмском музиком, који је садржао још десет нумера из оригиналне партитуре, уследио је четири дана касније.
У новембру 2022. објављено је да ће филм укључивати оригиналну песму под насловом „Song Chord”, коју ће извести Френглен и Зои Салдана. Следећег месеца је објављено да ће канадски певач The Weeknd снимити оригиналну песму „Nothing Is Lost (You Give Me Strength)” за филм, у продукцији Френглена и шведске супергрупе Swedish House Mafia.